# The Highwaymen (filme)
The Highwaymen (bra: Estrada sem Lei; prt: Emboscada Final)  é um filme policial norte-americano de 2019 , dirigido por John Lee Hancock e escrito por John Fusco. O filme segue Frank Hamer e Maney Gault (interpretado por Kevin Costner e Woody Harrelson), dois ex-Texas Rangers que tentam rastrear e prender os notórios criminosos Bonnie e Clyde nos anos 1930. Kathy Bates, John Carroll Lynch, Kim Dickens, Thomas Mann e William Sadler também estrelam.
O filme estava em desenvolvimento há muitos anos, com o produtor Casey Silver analisando o projeto já em 2005. Originalmente lançado por Fusco como um possível projeto de Paul Newman e Robert Redford, o filme começou a ser desenvolvido na Universal Pictures, mas nunca chegou a ser concretizado. Em fevereiro de 2018, foi relatado que a Netflix havia adquirido os direitos do filme e que Costner e Harrelson estrelariam. As filmagens ocorreram no final daquele mês e em março na Louisiana e em vários locais históricos, incluindo a estrada onde Bonnie e Clyde foram mortos.
O Highwaymen teve um lançamento limitado nos cinemaas dos Estados Unidos em 15 de março de 2019 e foi lançado digitalmente em 29 de março de 2019 no Netflix.

## Enredo
Em 1934, depois de dois anos em fuga como ladrões e assassinos, os criminosos Bonnie e Clyde quebraram vários associados na Eastham Prison Farm, no Texas. Em resposta, o chefe do Departamento de Correções do Texas, Lee Simmons, convence a governadora "Ma" Ferguson a contratar o ex-guarda-florestal Frank Hamer para rastrear os criminosos independentes do FBI (Federal Bureau of Investigation). Ferguson e sua equipe estão céticos, tendo dissolvido os Rangers para unidades mais avançadas, mas ela relutantemente permite que Simmons vá em frente. Hamer inicialmente hesita devido a sua família, mas tanto ele quanto sua esposa aceitam depois de ouvir sobre um tiroteio devastador no Missouri envolvendo o par infame. O ex-parceiro de Hamer, Benjamin Maney Gault, se junta a Hamer depois de muito tempo desempregado e vivendo em dificuldades.
O FBI tem escutado as famílias dos fugitivos por um tempo. Hamer e Gault têm acesso aos arquivos e concluem que provavelmente estão indo para Dallas. Lá eles vêem um homem jogando uma garrafa na casa da mãe de Bonnie e depois um menino pegando a garrafa. Suspeito, eles dão perseguição, mas o menino escapa. Agentes do FBI chegam, dizendo que acredita-se que Clyde esteja em Brownsville e encorajando os Rangers a ficarem de fora da operação. Os Rangers saem do FBI e se encontram com o xerife de Dallas "Smoot" Schmid, que os apresenta ao vice-xerife Ted Hinton, um amigo de infância de Bonnie e Clyde que pode identificá-los à vista, mas Hamer e Gault estão preocupados com as hesitações anteriores de Hinton. no par. No dia seguinte, eles ouviram sobre um duplo assassinato policial cometido por Bonnie e Clyde perto de Grapevine. Investigando o local com Hinton, Hamer está chocado com a brutalidade do par e enfatiza isso para Hinton. Eles também acham que Bonnie foi acompanhada por um coelho branco. Hinton diz que provavelmente é um presente para um membro da família. Deixando Hinton para trás, eles se mudam para Oklahoma. De um posto de gasolina simpático aos criminosos, eles descobrem que os procurados estão indo para um campo de imigrantes. Uma vez lá, os dois aprendem com uma garota local que a gangue estava lá e investigam o acampamento dos criminosos. Continuando a perseguição, os Rangers ouvem no rádio dois outros policiais assassinados. Eles vão até o local, mas, como estão fora de sua autoridade, o FBI e a polícia local os impedem de entrar. Frustrados, os Rangers continuam em Coffeyville, Kansas, acreditando que a gangue Barrow vai parar por suprimentos. Eles colocam os olhos em ambos Bonnie e Clyde e perseguem, mas são impedidos por multidões aplaudindo os criminosos. Alcançando fora da cidade, eles trocam tiros brevemente, mas a gangue evita os Rangers.
Tentando seguir o rastro deles no dia seguinte, Hamer é informado de que Clyde tomou café da manhã em Amarillo e retornou a Dallas para descobrir que o coelho branco havia sido entregue à família de Bonnie. Hamer visita Henry Barrow, o pai de Clyde, que lhe pede em lágrimas que "acabe" com sua família, sabendo que seu filho nunca seria levado vivo. Hamer segue um plano de Gault para que Simmons deixe o prisioneiro Wade McNabb, associado à gangue, na esperança de atraí-los. Enquanto Hamer interroga McNabb em um bar, Gault é agredido por três criminosos que ajudam a gangue, mas os derrota. Ouvindo que Bonnie deve se encontrar com uma cabeleireira, no dia seguinte os Rangers ficam de vigia na casa de Bonnie, onde eles testemunham um homem jogando uma garrafa na casa e o mesmo garoto a recuperando e perseguindo. Eles pegam e encontram uma mensagem da gangue que eles estão indo em outro lugar. Visitando a casa de McNabb para mais informações, os Rangers descobrem seu cadáver, espancado até a morte com um morcego. Gault acredita que a morte de McNabb seja sua culpa enquanto Hamer tenta dissuadi-lo, levando a uma discussão. Eles se reconciliam e continuam. Analisando os movimentos de seus adversários e acreditando que "os criminosos sempre vão para casa", Hamer e Gault prevêem que estão indo para a Louisiana, para a casa do pai do membro da gangue Henry Methvin, Ivy, que mora na paróquia de Bienville. Os dois vão até a casa e encontram evidências de que os bandidos estavam lá. Unindo forças com os xerifes locais depois de prová-los não corruptos, o pelotão canta Ivy, que diz a eles, em troca da segurança de seu filho, que a gangue é esperada em breve e que há apenas um caminho para e de sua casa. O pelotão é então acompanhado por Ted Hinton e o delegado de Dallas Sheriff, Bob Alcorn. Naquela noite, Gault conta ao grupo sua primeira implantação com Hamer. Ivy chega mais tarde e diz que a gangue está chegando no dia seguinte. Montando uma emboscada, Hamer ordena Ivy para se juntar a eles e fingir que seu veículo quebrou para parar a gangue no ponto de emboscada. Quando Bonnie e Clyde chegam, eles param para ajudar Ivy como planejado. Hamer e Gault saem, ordenando que levantem as mãos. Quando eles não cumprem e se preparam para tirar suas próprias armas, o pelotão os derruba.
O carro crivado de balas é rebocado junto com os corpos mutilados de Bonnie e Clyde para Arcadia, Louisiana, onde é assediado por espectadores histéricos. Recusando uma oferta de imprensa de US $ 1.000, Hamer e Gault silenciosamente dirigem para casa.

## Elenco
- Kevin Costner as Frank Hamer
- Woody Harrelson as Maney Gault
- Kathy Bates as Miriam "Ma" Ferguson
- John Carroll Lynch as Lee Simmons
- Thomas Mann as Deputy Ted Hinton
- Dean Denton as Deputy Bob Alcorn
- Kim Dickens as Gladys Hamer
- William Sadler as Henry Barrow
- W. Earl Brown as Ivy Methvin
- David Furr as Detective John Quinn
- Jason Davis as Agent Kendale
- Josh Caras as Wade McNabb
- David Born as Sheriff Henderson Jordan
- Brian F. Durkin as Deputy Prentiss Oakley
- Emily Brobst as Bonnie Parker
- Edward Bossert as Clyde Barrow

## Produção

### Desenvolvimento
Por volta de 2005, o produtor Casey Silver começou a desenvolver The Highwaymen, um discurso original de John Fusco que já teve Paul Newman e Robert Redford prontos para interpretar os veteranos Texas Rangers, que puseram fim à violenta onda de roubos de Bonnie e Clyde.
O projeto tinha sido um objetivo de longa data de Fusco para retratar o texano Ranger Frank Hamer à luz da história. Fusco pesquisou extensivamente no Texas e tornou-se amigo do filho de Hamer, o falecido Frank Hamer Jr. Em 2013, o projeto estava em desenvolvimento na Universal Pictures.
Em 21 de junho de 2017, foi relatado que a Netflix estava em negociações para liberar a produção da Universal Pictures. Na época do relatório, a Netflix estava nas primeiras discussões com Woody Harrelson e Kevin Costner para os dois papéis principais e com John Lee Hancock como diretor. O roteiro foi escrito por John Fusco. Casey Silver, que estava desenvolvendo o projeto enquanto estava na Universal, estava preparada para produzir.
Em 12 de fevereiro de 2018, foi anunciado pela Netflix que o filme havia entrado em produção. Hancock foi oficialmente confirmado como diretor, e Harrelson, Costner e Silver foram confirmados como produtores. Eles estão prontos para produzir ao lado de Michael Malone e Rod Lake.

### Elenco
Juntamente com o anúncio do filme entrando em produção, foi confirmado que Costner e Harrelson estariam jogando Frank Hamer e Maney Gault, respectivamente. Além disso, foi anunciado que Kathy Bates, John Carroll Lynch, Kim Dickens, Thomas Mann e William Sadler também haviam se juntado ao elenco.

### Filmagem
A fotografia principal do filme começou em 12 de fevereiro de 2018, em Nova Orleans, Louisiana, e deve durar até 10 de abril de 2018. A produção foi filmada em outros locais em todo o estado, incluindo Covington, LaPlace, Hammond, Baton Rouge e Donaldsonville. Em 21 de fevereiro de 2018, as filmagens ocorreram na Laurel Valley Plantation em Thibodaux, Louisiana. A produção mudou-se para Donaldsonville, Louisiana, onde as filmagens ocorreram até 26 de fevereiro de 2018 e onde supostamente fechou uma área do distrito histórico da cidade. Em 5 de março de 2018, as filmagens ocorreram na mansão do governador da antiga Louisiana em Baton Rouge. A produção supostamente causou o bloqueio das ruas em torno dela durante a maior parte do dia.

## Postscripts
Os postscripts do filme dizem:
- "20.000 pessoas compareceram ao funeral de Bonnie Parker em Dallas."
- "O serviço de Clyde Barrow atraiu 15.000".
- "Em 1935, depois que Miriam 'Ma' Ferguson deixou o cargo, os Texas Rangers foram reconstituídos".
- "Benjamin Maney Gault voltou a trabalhar como Texas Ranger, até sua morte em 14 de dezembro de 1947."
- "Francis Augustus Hamer, o mais celebrado Texas Ranger de todos os tempos, voltou para casa em Gladys e se aposentou. Ele morreu em 10 de julho de 1955. "
- "Frank e Maney estão enterrados na mesma pequena área no Cemitério Austin Memorial Park."[18]

## Lançamento
O filme estreou no Paramount Theater em Austin, Texas, em 10 de março de 2019, durante o festival de cinema South by Southwest, como parte da série de exibições "Headliners". Em seguida, começou um lançamento teatral limitado em 15 de março de 2019 antes de começar a transmitir digitalmente em 29 de março de 2019 no Netflix.

## Recepção
No agregador de revisão Rotten Tomatoes, o filme detém uma taxa de aprovação de 55% com base em 115 avaliações, com uma classificação média de 5,88 / 10. Em Metacritic, o filme tem uma pontuação média ponderada de 58 em 100, com base em 27 críticos, indicando "revisões mistas ou médias".